# Vibe (magazine)
Pour les articles homonymes, voir Vibe.

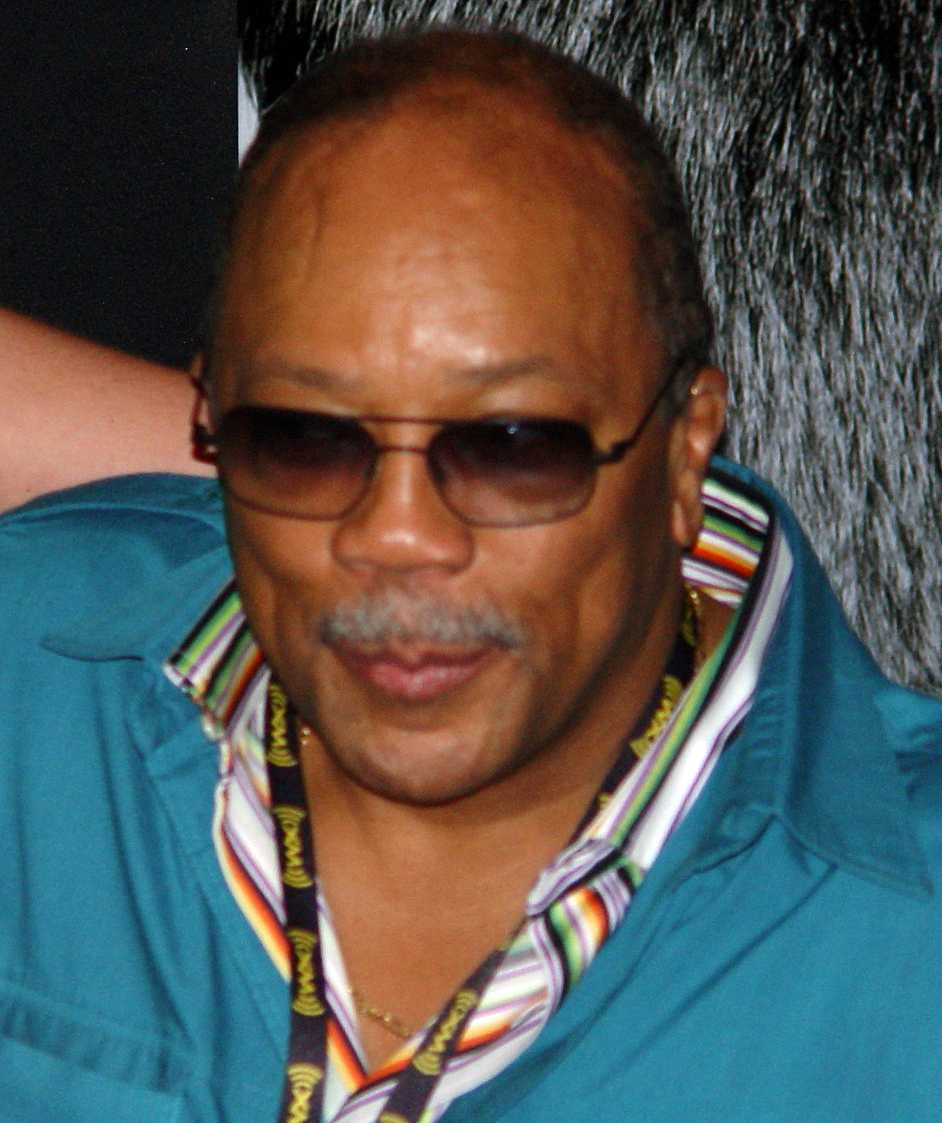
Quincy Jones

Vibe est un magazine américain consacré au hip-hop et à la musique noire américaine en général, sans négliger des pages consacrées à la mode et à l’habillement.
Vibe est créée par Quincy Jones, son premier numéro paraît en septembre 1993 avec en couverture Snoop Dogg. Le magazine commence à se faire connaître et en une année, compte quelques milliers de lecteurs et d’abonnés. Durant la période faste du rap, entre 1995 et 1997, il concurrence Rap Pages, un magazine californien. Il est alors considéré comme le meilleur magazine du genre, avec The Source. Après cette période de gloire, il est distribué en Europe et reçoit des critiques très positives. À la différence de nombreuses revues consacrées à la culture urbaine, Vibe semble ne privilégier aucun rappeur ni aucune cote de popularité en particulier. Depuis 2003, les Vibe Awards récompensent des artistes de divers horizons.

## Contenu
Vibe est un magazine très compact, riche en informations et en nouvelles sur la musique noire et avec un large espace laissé au rap, le R'n'B et la soul. Il est divisé en plusieurs rubriques et réussit à satisfaire chaque lecteur. Le courrier des lecteurs est, en quelque sorte, la clé des articles, permettant en outre d’avoir la possibilité d’écrire au journal, il permet aussi d’envoyer du contenu pour sa réalisation.
- La section « START » offre des articles écrits par les fans de Vibe, des classements, des photos de party et des interviews de people. Dans chaque numéro du journal, de nombreux encarts enrichissent les pages comme le Jargon où on trouve les termes particuliers à ce type de musique. « Entre les lignes », reprend les paroles les plus connues des rappeurs pour les commenter et pour signaler les évènements ou les personnes en relation avec eux. Dans la section START, il ne faut pas oublier les potins.

- Dans la section « PLAY » on trouve les conseils et les dernières nouvelles sur le style de la rue (même si on ne dédaigne pas les chapitres les plus raffinés).

- Dans la section « NEXT », l’équivalent de « Unsigned Hype » de The Source, on signale les artistes en devenir qui pourraient devenir de futures légendes… ou simplement, faire flop. La rubrique a traité des personnages comme Raheem DeVaughn (en), Stat Quo et Rihanna (le premier article concernant la chanteuse est paru au moment de son hit Pon de Replay).

- Après la section « NEXT », on trouve d’autres spécialités du magazine, des interviews (seulement pour celui ou celle qui fait la couverture du numéro) et des approfondissements. Ceux-ci sont les points forts de Vibe, en particulier les interviews, toujours complètes et intéressantes.

- Pour finir, la section « REVOLUTIONS » est consacrée aux comptes rendus écrits par les journalistes et par les lecteurs.

## Sources
- (it) Cet article est partiellement ou en totalité issu de l’article de Wikipédia en italien intitulé « Vibe (rivista) » (voir la liste des auteurs).